# Lutherfilm
Ein Lutherfilm ist ein Film, der sich mit dem Leben und Wirken Martin Luthers beschäftigt. Im engeren Sinne sind damit Spielfilme einschließlich Fernsehfilme, die sich mit Luthers Biographie beschäftigen, gemeint. Im erweiterten Sinne gehören aber auch Dokumentarfilme wie beispielsweise Curt Oertels Der gehorsame Rebell zu den Lutherfilmen.

## Hintergründe

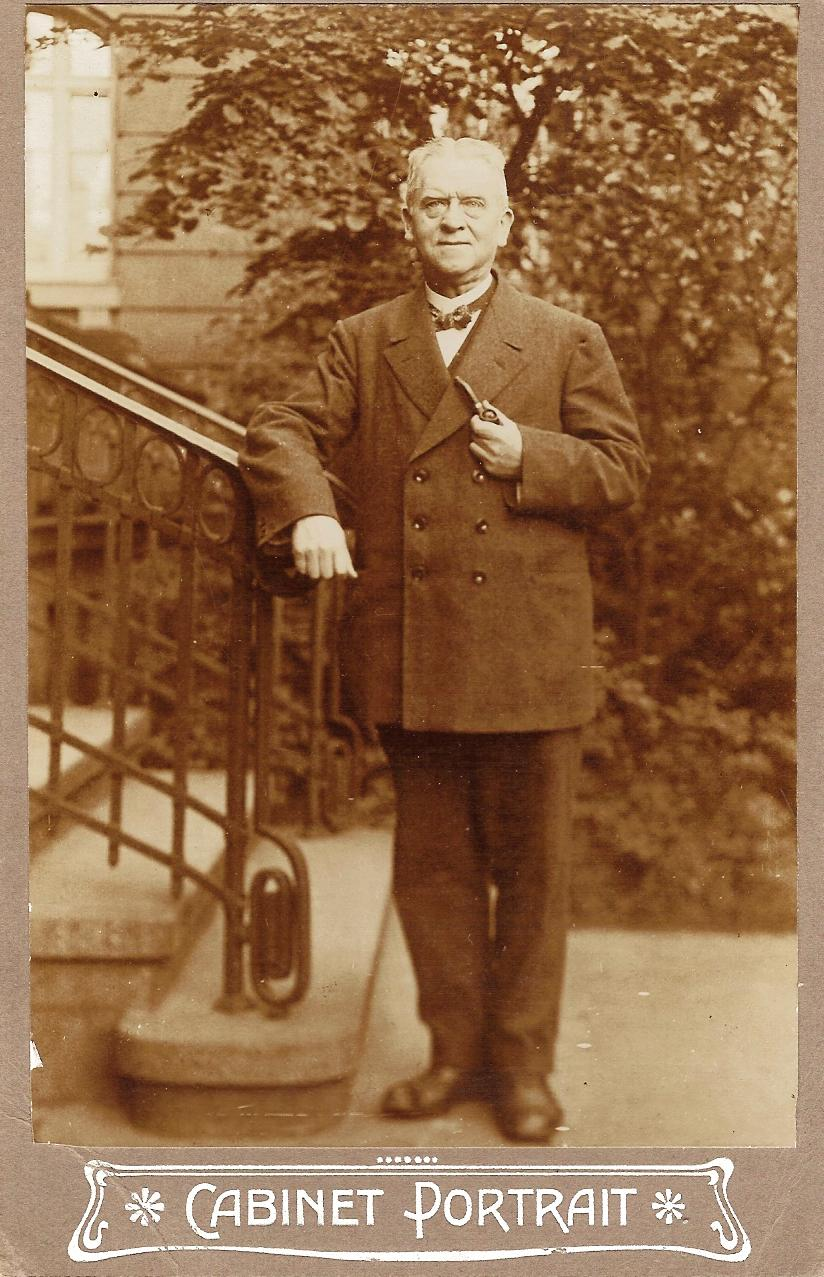
Martin Luther wurde erstmals 1911 vom Schauspieler Hermann Litt in einem Film verkörpert

### Produktionen ab 1911
Schon in Stummfilmtagen wurden mehrere Spielfilme über den Reformator produziert. Der erste entstand im Jahre 1911. Er hieß Doktor Martinus Luther und hatte eine Spiellänge von ungefähr 20 Minuten. 1913, 1923 und 1927 wurden weitere Lutherstummfilme veröffentlicht, die beiden letzten mit kirchlicher Unterstützung. Eine 1931 geplante Lutherfilmserie wurde nie realisiert. Der Autor der Serie sollte Carl Leyst-Küchenmeister sein. Nach 1933 ist nur im Film Das unsterbliche Herz eine kurze filmische Darstellung Luthers zu finden, die von der damaligen Zeit beeinflusst war.

### Produktionen nach 1945
Erst 1952 wurde Der gehorsame Rebell von Curt Oertel inszeniert. Im Jahr darauf folgte der ebenfalls noch in schwarz-weiß gedrehte Film Martin Luther von Irving Pichel, der ebenso von US-amerikanischen Lutheranern finanziert wurde. Der Lutherspielfilm war die erste amerikanisch-deutsche Koproduktion nach dem Krieg. 1956 wurde dann jedoch in der DDR der Film Thomas Müntzer – Ein Film deutscher Geschichte, ein regelrechter Anti-Lutherfilm, veröffentlicht, der insbesondere in der BRD auf Kritik stieß. Der erste Luther-Farbfilm war wohl 1968 der US-Spielfilm Luther.

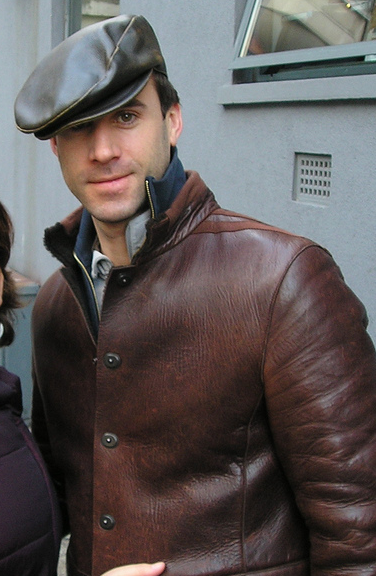
Joseph Fiennes stellte 2003 im Spielfilm Luther den Reformator dar.

Im Jahr 1983 – zum Anlass des 500. Geburtstag Martin Luthers – wurden neben zahlreichen Dokumentationen zu Luther auch weitere Spielfilme produziert, beispielsweise Rainer Wolffhardts Martin Luther. Auch die DDR versuchte mit höchster Intensität, Martin Luther ins sozialistische Geschichtsbild zu integrieren. Die geplante Produktion eines Kinofilms namens Martin Luther nach einer Buchvorlage von Helga Schütz wurde zwar frühzeitig abgebrochen, aber Kurt Veths Fernsehproduktion Martin Luther, mit einer Gesamtspielzeit von 450 Minuten, wurde realisiert. Nach dieser kleinen Hochkonjunktur des Genres und mit dem Ende des Kalten Krieges wurden weniger Lutherfilme produziert. Im Jahr 2003 wurde schließlich der jüngste Lutherspielfilm Luther veröffentlicht, der erneut eine amerikanisch-deutsche Koproduktion darstellt. In der Folgezeit entstanden auch wieder vermehrt Dokumentationen. Die DVD-Veröffentlichung des Lutherspielfilms von 2003 enthielt auch einen Audiokommentar der Produzentin Brigitte Rochow und des Produktionsdesigners Rolf Zehetbauer. In besagten Kommentar dachte die Produzentin offen über eine weitere Verfilmung nach, in der jedoch stärker das Leben von Luthers Ehefrau, Katharina von Bora im Zentrum stehen sollte. Eine solche Verfilmung wurde jedoch nie von ihr realisiert. Erst 2016 wurde ein solcher Ansatz im Hinblick zum Reformationsjubiläum 2017 verwirklicht. Der Spielfilm „Katharina Luther“ wurde erstmals am 22. Februar 2017 im Abendprogramm der ARD gesendet, anschließend die Dokumentation Luther und die Frauen.

### Einordnung
Im Laufe der Zeit sind mehr als zehn Spielfilme und eine fast unzählbare Anzahl von Dokumentationen entstanden und verkörpern unterschiedliche Prägungen. Stark vereinfacht sind die Filme nach evangelischer, katholischer und nach links-intellektueller kommunistischer Prägung klassifizierbar. Weitere Nuancen und Varianten sind darüber hinaus erkennbar. So ist die Motivation der einzelnen Beteiligten nicht allein von der Publikumsnachfrage, sondern auch von der inneren Überzeugung geleitet. Viele der genannten Produktionen sind mit Unterstützung von evangelischer Seite entstanden, erkennbar zum Beispiel an der Beteiligung der Eikon. Einige Lutherfilme waren so auch kein geschäftlicher Erfolg, beispielsweise der Stummfilm von 1923, ähnliches galt für die Stummfilmproduktion von 1927. Alexandre Astruc, Drehbuchautor zum Lutherfilm Bruder Martin erklärte beispielsweise, auf die Frage, woher sein Interesse für die Figur Martin Luther, und somit seine Motivation bei der Beteiligung an einem Lutherfilmprojekt, stamme: [...] Was mich vor allem an diesem Stoff fasziniert, ist das bahnbrechend Neue im Geistigen, das mit Martin Luther in die Welt getreten ist. [...].

## Übersicht über die Lutherspielfilme und Lutherfernsehfilme
| Jahr | Filmtitel                                                         | Produktionsland               | Regisseur                         | Luther-Darsteller   |
| ---- | ----------------------------------------------------------------- | ----------------------------- | --------------------------------- | ------------------- |
| 1911 | Doktor Martinus Luther                                            | Deutschland                   |                                   | Hermann Litt        |
| 1913 | Die Wittenberger Nachtigall                                       | Deutschland                   | Erwin Báron                       | Rudolf Essek        |
| 1923 | Martin Luther                                                     | Deutschland                   | Karl Wüstenhagen                  | Karl Wüstenhagen    |
| 1928 | Luther – Ein Film der deutschen Reformation                       | Deutschland                   | Hans Kyser                        | Eugen Klöpfer       |
| 1953 | Martin Luther                                                     | USA / BRD                     | Irving Pichel                     | Niall MacGinnis     |
| 1964 | Luther                                                            | Australien                    | Christopher Muir                  | Terry Norris        |
| 1965 | Luther                                                            | Großbritannien                | Alan Cooke                        | Alec McCowen        |
| 1965 | Der arme Mann Luther                                              | BRD                           | Franz Peter Wirth                 | Hans Dieter Zeidler |
| 1968 | Der Reformator                                                    | BRD                           | Rudolf Jugert                     | Christian Rode      |
| 1968 | Luther                                                            | USA                           | Stuart Burge                      | Robert Shaw         |
| 1974 | Luther                                                            | Großbritannien / USA / Kanada | Guy Green                         | Stacy Keach         |
| 1976 | Disput u noći                                                     | Jugoslawien                   | Milenko Maričić                   | Jovan Milićević     |
| 1981 | Bruder Martin                                                     | Frankreich / BRD              | Jean Delannoy                     | Bernard Lincot      |
| 1983 | Martin Luther                                                     | BRD                           | Rainer Wolffhardt                 | Lambert Hamel       |
| 1983 | Martin Luther                                                     | DDR                           | Kurt Veth                         | Ulrich Thein        |
| 1983 | Martin Luther, Heretic                                            | Großbritannien / USA          | Norman Stone                      | Jonathan Pryce      |
| 1984 | Martin Luther & Thomas Münzer oder Die Einführung der Buchhaltung | DDR                           | Hanns Anselm Perten Michael Krull | Uwe-Detlev Jessen   |
| 2003 | Luther                                                            | Deutschland / USA             | Eric Till                         | Joseph Fiennes      |
| 2017 | Katharina Luther                                                  | Deutschland                   | Julia von Heinz                   | Devid Striesow      |
| 2017 | Zwischen Himmel und Hölle                                         | Deutschland                   | Uwe Janson                        | Maximilian Brückner |
| 2017 | Das Luther-Tribunal – Zehn Tage im April                          | Deutschland                   | Christian Twente                  | Roman Knižka        |

## Übersicht über die Lutherdokumentationen
| Jahr | Filmtitel                                                     | Produktionsland | Regisseur              | Luther-Darsteller                         |
| ---- | ------------------------------------------------------------- | --------------- | ---------------------- | ----------------------------------------- |
| 1952 | Der gehorsame Rebell                                          | BRD             | Curt Oertel            |                                           |
| 1967 | Credo: Martin Luther – Wittenberg 1517                        | DDR             | Rudi Müller            |                                           |
| 1983 | Ein Schüler aus Mansfeld – Die Jugendjahre Martin Luthers     | DDR             | Heide Gauert           |                                           |
| 1981 | Martin Luther                                                 | DDR             | Joachim Hadaschik      |                                           |
| 1983 | Der die Zeit beim Worte nahm – Martin Luther auf der Wartburg | DDR             | Hanna Emuth            |                                           |
| 1983 | Bürger Luther – Wittenberg 1508–1546                          | DDR             | Lew Hohmann            |                                           |
| 1983 | Copyright by Luther                                           | DDR             | Lew Hohmann            |                                           |
| 2002 | Here I Stand: The Life and Legacy of Martin Luther            | USA             | T.N. Mohan             |                                           |
| 2003 | Martin Luther – Ein Leben zwischen Gott und Teufel            | Deutschland     | Lew Hohmann            | Jan Henning Kraus und Matthias Hummitzsch |
| 2004 | Luther gegen den Papst                                        | Frankreich      | Jean-François Delassus | Romain Redler und Claude Brosset          |
| 2005 | Luther – Sein Leben, Weg und Erbe                             | Deutschland     | Thomas Meewes          | Joseph Fiennes                            |
| 2007 | Luther – Kampf mit dem Teufel                                 | Deutschland     | Günther Klein          | Ben Becker                                |
| 2017 | Luther und die Frauen                                         | Deutschland     | Gabriele Rose          |                                           |
| 2017 | Das Luther-Tribunal – Zehn Tage im April                      | Deutschland     | Christian Twente       | Roman Knižka                              |

## Weitere Filme
Kari Tikka veröffentlichte im Jahr 2000 eine Oper namens Luther. Sie wurde ebenfalls verfilmt. Die musikalische Verfilmung, die man wohl ebenfalls zu den Lutherfilmen zählen müsste, lässt sich nicht in die erwähnte Unterteilung, Spielfilm und Dokumentation, einordnen.
Filme, in denen Luther zwar vorkommt, bei denen er aber im Verhältnis nur eine Randfigur darstellt, beispielsweise in Michael Kohlhaas – der Rebell, gelten nicht als Lutherfilme.

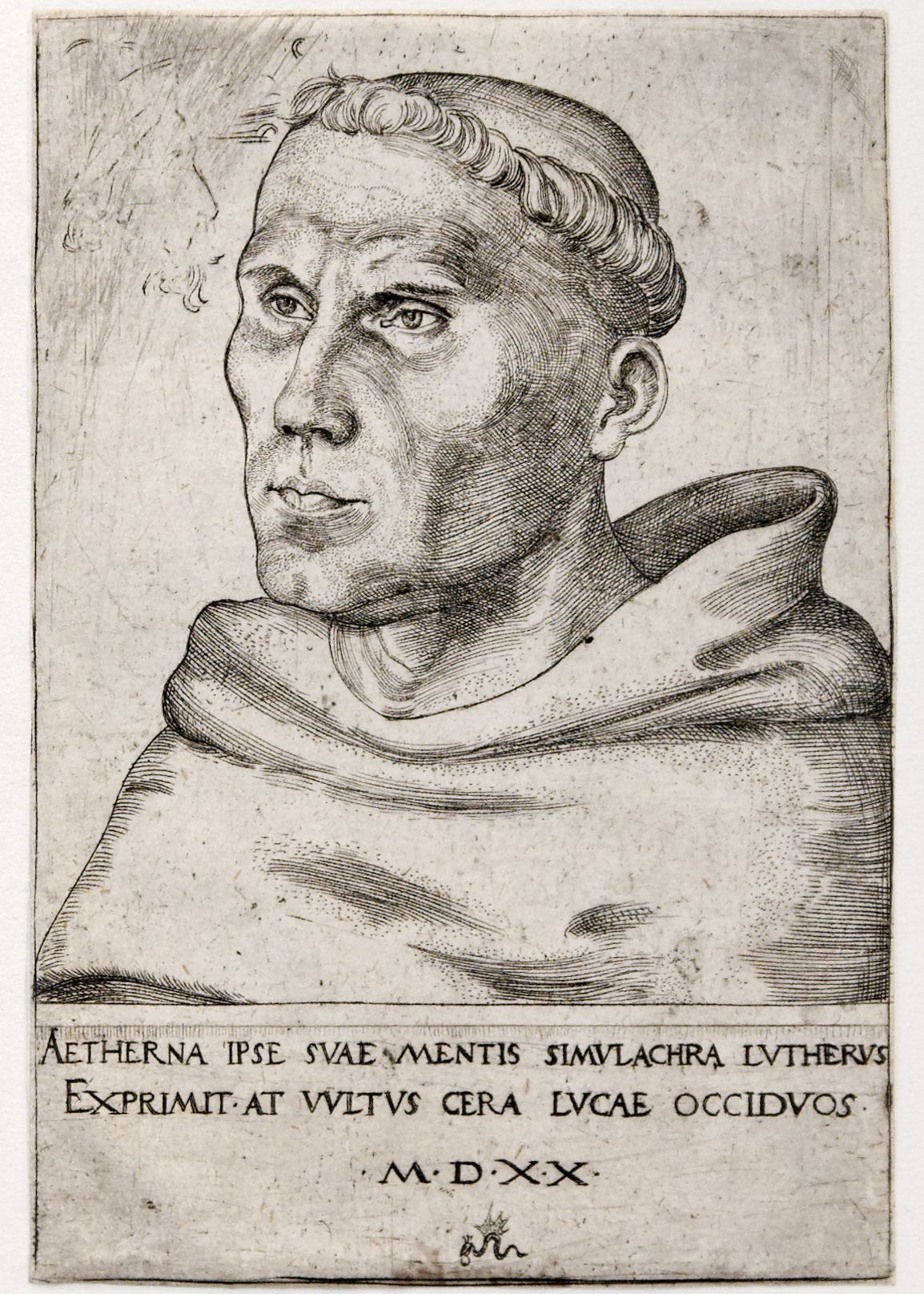
Bildnis Luthers von Lucas Cranach d. Ä. das als Ausgangspunkt der Dokumentation Lutherbilder dient

Zum 450. Todestag Luthers im Jahr 1996 wurde auf ARTE, im Rahmen eines Themenabends zu Martin Luther, erstmals die 30-minütige Dokumentation Lutherbilder von Dietmar Buchmann gesendet. Der besagte Film beschäftigt sich mit dem Wandel, aber auch mit dem Missbrauch, des Bildes Luthers, im Laufe der Zeit. Es werden Bilder von Lucas Cranach dem Älteren wie auch von Lucas Cranach dem Jüngeren gezeigt. Schwerpunktmäßig behandelt der Film jedoch Luthers Darstellung im Film. Hierbei werden Ausschnitte aus den Lutherfilmen Luther – Ein Film der deutschen Reformation (1928), Martin Luther (1953), Thomas Müntzer – Ein Film deutscher Geschichte (DDR 1956), Der arme Mann Luther (1965) und Martin Luther (DDR 1983) gezeigt. Prof. Alfred Grosser und Friedrich Schorlemmer werden als Fachleute interviewt.
Ein ähnlicher Film entstand 2003 unter dem Namen Filmstar Martin Luther. Der 15-minütige Film enthält Ausschnitte aus Die Wittenberger Nachtigall (1913) (beziehungsweise: Doktor Martin Luther. Ein Lebensbild fürs deutsche Volk), Luther – Ein Film der deutschen Reformation (1928), Martin Luther (1953), Der arme Mann Luther (1965), Der Reformator (1968), Bruder Martin (1981), Martin Luther (BRD 1983) sowie Martin Luther (DDR 1983). Der Film wurde bisher nicht im Fernsehen gesendet. Er wird nur im Rahmen der Museumspädagogik im Raum Sachsen-Anhalt gezeigt.
Die Geschichtsserien Wir Deutschen und Die Deutschen enthalten ebenfalls Folgen, die sich schwerpunktmäßig mit Martin Luther beschäftigen. In der Serie Mitten Europa beschäftigen sich die Folgen acht, neun und zehn im erheblichen Maße mit Martin Luthers Leben. Die Fernsehserie 2000 Jahre Christentum, die sich mit der Geschichte des Christentums beschäftigt, behandelt im siebten Teil Luthers Wirken.
Humoristische Darstellungen wie beispielsweise in Meeting of Minds, im Fußballspiel der Philosophen oder auch in den Adventures of Martin Luther aus Der Sinn des Lebens schafften es bisher nicht auf Spielfilmlänge oder konzentrierten sich in ihrer Darbietung nicht auf Martin Luther.